# Список танкістів-асів Другої світової війни
Список танкістів-асів країн учасниць Другої світової війни за кількістю перемог — підбитих та знищених танків і самохідних гармат супротивника. У списку містяться відомості про посаду і військове звання танкістів, військову частину (з'єднання), типи танків (самохідних гармат), на яких воювали танкісти, а також додаткові подробиці про подвиги і відомості про вищі військові нагороди танкістів.

## Критерії підрахунку
Як зазначає історик М. Б. Барятинский, облік персональних перемог в радянських танкових військах практично не вівся, за винятком окремих з'єднань (1-ша гвардійська танкова бригада і 10-й гвардійський танковий корпус). У більшості випадків дані неповні, і число перемог може виявитися більшим, оскільки дані занижувалися. Заниження числа перемог було пов'язано з системою виплат за кожний знищений танк: для виключення приписування і для уникнення надмірних виплат за фіктивно знищені танки. Як джерела інформації використовуються, зазвичай, виписки з нагородних листів, бойові донесення, спогади очевидців і начальників.
У німецьких танкових військах також не було ніякої офіційно затвердженої системи підтвердження перемог (на відміну від авіації). На думку історика М. Б. Барятинського, існував лише один «умоглядний» критерій — честь офіцера, яка часто «підводила багатьох німецьких танкових асів, які часом приписували собі достатньо пристойну кількість перемог». Різні дослідники рекомендують ставитися до числа перемог німецьких танкістів обережно. Наприклад, О. Смірнов вказує, що «якщо брати за істину результати німецьких танкістів і самохідників, особливо на завершальному етапі Другої світової війни, то танкові частини Червоної армії до кінця бойових дій в Європі взагалі повинні були б припинити своє існування». На виправдання високих кількісних результатів наводяться аргументи про те, що один і той самий підбитий танк міг бути багаторазово записаний в число перемог через високу ефективність радянських ремонтно-відновлювальних служб. Наприклад, за даними книги «Строительство и боевое применение советских танковых войск в годы Великой Отечественной войны», засобами радянських військ і армій відремонтовано 66,5 %, засобами фронтів — 27,6 %, засобами центрального підпорядкування — 4,2 %, а заводами промисловості — 1,7 % всіх відновлених танків і САУ; в підсумку 1943 року, за відомостями історика бронетехніки Максима Коломійця, німецьке командування було змушене видавати спеціальні циркуляри, щоб солдати вермахту висаджували у повітря усі радянські танки, що залишилися на полі бою, — в іншому випадку, вночі вони будуть евакуйовані та відновлені. Крім того, офіційна кількість загальних втрат в період 1941—1945 величезна: Червона армія втратила 96,5 тис. танків і САУ, а Німеччина та її союзники — лише 32,5 тис. танків та штурмових гармат.
У число перемог входять знищені танки і самохідні артилерійські установки (штурмові гармати).  Список ґрунтується на аналізі джерел станом на 2013 рік і не є повним.

## Антигітлерівська коаліція

### СРСР
Найкращим танковим асом СРСР під час Другої світової війни є Дмитро Федорович Лавриненко. За два з половиною місяці боїв він взяв участь у 28 сутичках і знищив 52 танка, ставши найкращим радянським танковим асом за роки Великої Вітчизняної війни.

#### Статистика
| Перемоги | Танкісти | Однократні              | Двократні               | Герої Російської Федерації |
| Перемоги | Танкісти | Герої Радянського Союзу | Герої Радянського Союзу | Герої Російської Федерації |
| -------- | -------- | ----------------------- | ----------------------- | -------------------------- |
| 50 +     | 1        | 1                       | —                       | -                          |
| 30 — 49  | 7        | 3                       | —                       | -                          |
| 20 — 29  | 27       | 14                      | —                       | 1                          |
| 15 — 19  | 19       | 8                       | —                       | -                          |
| 10 — 14  | 38       | 24                      | 1                       | -                          |
| 5 — 9    | 92       | 52                      | —                       | 1                          |
| Усього   | 184      | 102                     | 1                       | 2                          |

1. ↑  Загальне число підбитих і знищених танків противника, які записав на свій бойовий рахунок танкіст разом зі своїм екіпажем.

#### 50 і більше перемог
| № | Фото | Прізвище Ім'я По батькові військове звання роки життя                         | Підрозділ                                                                            | Перемоги | Типи танків | Обставини подвигів і нагорода |
| - | ---- | ----------------------------------------------------------------------------- | ------------------------------------------------------------------------------------ | -------- | ----------- | --- |
| 1 |      | Лавриненко Дмитро Федорович гвардії старший лейтенант (14.10.1914—18.12.1941) | 15-та танкова дивізія, 4-та окрема танкова бригада, 1-ша гвардійська танкова бригада | 52       | Т-34-76     | Також кілька гармат. За два з половиною місяці 1941 року в 28 боях. Орден Леніна (22 грудня 1941 р., посмертно), Герой Радянського Союзу (5 травня 1990 р., посмертно). |

#### 30—49 перемог
| № | Фото    | Прізвище Ім'я По батькові військове звання роки життя                    | Підрозділ | Перемоги  | Типи танків       | Обставини подвигів і нагорода |
| - | ------- | ------------------------------------------------------------------------ | --- | --------- | ----------------- | --- |
| 2 | танкіст | Бочковський Володимир Олександрович капітан (28.06.1923 — 8.05.1999)     | 1-ша гвардійська танкова бригада | 36        | Т-34-76 Т-34-85   | З них — 3 підтверджених, згідно з нагородним листом. Герой Радянського Союзу (26 квітня 1944 р.)                                                              |
| 3 |         | Корольков Іван Іванович старший лейтенант                                | 133-тя танкова бригада, 114-й окремий танковий полк | 34        | КВ-1              | За період боїв з 10 червня по 20 вересня 1942 року. Герой Радянського Союзу (8 лютого 1943 р.)                                                                |
| 4 | танкіст | Кученко Михайло Петрович гвардії лейтенант (н. 1919)                     | 356-й гвардійський самохідно-артилерійський полк 10-го гвардійського танкового корпусу                                                                     | 32        | СУ-85             | Учасник боїв з першого дня війни. Орден Вітчизняної війни II ступеня (24 березня 1944 року)                                                                   |
| 5 | танкіст | Дьяченко Микита Прохорович гвардії капітан (н. 1918)                     | 61-ша гвардійська танкова бригада 10-го гвардійського танкового корпусу                                                                                    | 31        | Т-34-76 Т-34-85   | Учасник боїв з першого дня війни. Орден Червоного Прапора (20 лютого 1945 року)                                                                               |
| 6 | танкіст | Моїсєєв Микола Дмитрович гвардії капітан (н. 1916)                       | 6-та гвардійська танкова бригада | 31        | Т-34-76           | Також 29 гармат і 24 кулемета станом на липень 1942. Представлений до звання Героя Радянського Союзу, але нагороджений орденом Леніна (11 червня 1942 року)   |
| 7 |         | Самохін Костянтин Михайлович гвардії капітан (14.3.1915 — 22.2.1942)     | 15-та танкова дивізія, 4-та окрема танкова бригада, 1-ша гвардійська танкова бригада                                                                       | більше 30 | БТ-7 Т-34-76      | Також кілька гармат. Орден Леніна (27 грудня 1941 h/), зарахований навічно в списки особового складу частин та підрозділів 1-ї гвардійської танкової бригади. |
| 8 | танкіст | Бурда Олександр Федорович гвардії підполковник (12.04.1911 — 25.01.1944) | 15-та танкова дивізія, 4-ая окрема танкова бригада, 1-ша гвардійська танкова бригада, 64-та гвардійська танкова бригада, 49-та гвардійська танкова бригада | більше 30 | T-35 T-28 Т-34-76 | Також гармати. З них 8 — за 4 жовтня 1941 року. Герой Радянського Союзу (24 квітня 1944 року, посмертно)                                                      |

#### 20—29 перемог
| №  | Фото    | Прізвище Ім'я По батькові військове звання роки життя                                  | Підрозділ | Перемоги                  | Типи танків           | Обставини подвигів і нагорода |
| -- | ------- | -------------------------------------------------------------------------------------- | --- | ------------------------- | --------------------- | --- |
| 9  | танкіст | Новицький Микола Павлович гвардії старшина (н. 1918)                                   | 61-ша гвардійська танкова бригада 10-го гвардійського танкового корпусу | 29                        | Т-34-76 Т-34-85       | Учасник боїв з червня 1941 року. Орден Вітчизняної війни II ступеня (17 вересня 1944 року) |
| 10 | танкіст | Стороженко Василь Якович гвардії майор (4 квітня 1918—10 березня 1991)                 | 4-та окрема танкова бригада, 1-ша гвардійська танкова бригада, 1-ша механізована бригада, 19-та гвардійська механізована бригада, 64-та гвардійська танкова бригада | 29                        | Т-28 Т-34-76 Т-34-85  | Також багато гармат. Два ордена Червоного Прапора |
| 11 | танкіст | Брюхов Василь Павлович гвардії старший лейтенант (н. 1 вересня 1924)                   | 159-та танкова бригада, 170-та танкова бригада | 28                        | Т-34-85               | Герой Російської Федерації (16 грудня 1995 року) |
| 12 |         | Лебедєв Микола Олександрович старший лейтенант (5 серпня 1914—23 листопада 1942)       | 69-та танкова бригада 4-го танкового корпусу | 28                        | Т-34-76               | Герой Радянського Союзу (4 лютого 1943 року, посмертно) |
| 13 | танкіст | Андреєв Микола Родіонович гвардії старший лейтенант (7 серпня 1921—5 квітня 2000)      | 32-га танкова дивізія, 1-ша танкова бригада, 6-та гвардійська танкова бригада | 27                        | Т-34-76               | Один танк знищений тараном. Також 2 танка захоплено і знищено кілька десятків гармат. Герой Радянського Союзу (5 листопада 1942) |
| 14 |         | Хазов Володимир Петрович гвардії старший лейтенант (9 вересня 1918—13 вересня 1942)    | 58-ма танкова бригада, 6-та танкова бригада | 27                        | Т-34-76               | Також 1 літак (з кулемета), кілька гармат. Герой Радянського Союзу (5 листопада 1942 року, посмертно) |
| 15 | танкіст | Хорошилов Павло Максимович лейтенант (1917—1 березня 1943)                             | 6-та гвардійська танкова бригада «а», 23-тя гвардійська танкова бригада | 27                        | КВ-1                  | Також інша техніка. Командир танка КВ-1 «Нещадний». Орден Червоного Прапора (20 вересня 1942 року) |
| 16 | танкіст | Разумовський Михайло Михайлович гвардії молодший лейтенант (н. 1921)                   | 62-га гвардійська танкова бригада 10-го гвардійського танкового корпусу | 25                        | Т-34-85               | Представлений до звання Героя Радянського Союзу, але був нагороджений орденом Червоного Прапора (12 березня 1945 року) |
| 17 | танкіст | Кібізов Олександр Миколайович старший сержант (27 жовтня 1912—29 березня 2001)         | 1454-й самохідно-артилерійський полк 11-го гвардійського танкового корпусу 1-ї гвардійської танкової армії | 24                        | СУ-100                | З 1943 по 1945 рік. Також 62 автомашини і БТР, 28 ПТГ і мінометів, десятки бліндажів та дзотів противника, 37 кулеметів, більше чотирьохсот ворожих солдатів і офіцерів. Герой Радянського Союзу (31 травня 1945 року) |
| 18 | танкіст | Манешин Дмитро Сергійович гвардії лейтенант (н. 1925)                                  | 1442-й самохідний артилерійський полк РГК, 61-ша гвардійська танкова бригада 10-го гвардійського танкового корпусу | 24                        | СУ-122 Т-34-85        | Орден Вітчизняної війни I ступеня (20 грудня 1943 року) |
| 19 | танкіст | Шолохов Дмитро Дмитрович старший лейтенант                                             | 158-ма танкова бригада | 24 (за іншими даними — 8) | КВ-1                  | Всі 24 — в одному бою 30 червня 1942 року. Також 10 автомашин (пізніше). Герой Радянського Союзу (2 грудня 1942 року) (рос.) |
| 20 | танкіст | Балашов Анатолій Миколайович старший лейтенант (31 січня 1921—30 травня 1993)          | 34-й окремий танковий полк 53-ї армії | 23                        | Т-34                  | З них 5 САУ. Герой Радянського Союзу (22 лютого 1944 року) |
| 21 | танкіст | Джумагулов Ельмурза Біймурзаєвич старший лейтенант (н. 11 листопада 1921)              | 20-та танкова дивізія, 42-й окремий танковий полк | 23                        | Т-26 Т-34-76 Т-34-85  | Включаючи 8 штурмових гармат. Герой Радянського Союзу (26 вересня 1944 року) |
| 22 | танкіст | Колобанов Зиновій Григорович гвардії старший лейтенант (25 грудня 1910—12 серпня 1994) | 20-та важка танкова бригада, 1-ша танкова дивізія | 23                        | Т-28 КВ-1 ІС-2        | Також 3 гармати, 2 БТР. З них 22 танка, 2 гармати і 2 БТР знищені за 19 серпня 1941 (у Гатчини, на підступах до Ленінграду). Орден Червоного Прапора (1945 р.). |
| 23 | танкіст | Купріянов Василь Григорович гвардії старший сержант (н. 1910)                          | 61-ша гвардійська танкова бригада 10-го гвардійського танкового корпусу | 23                        | Т-34-76 Т-34-85       | Орден Червоної Зірки |
| 24 | танкіст | Марков Володимир Олександрович гвардії капітан (15 лютого 1923—13 вересня 1955)        | 61-ша гвардійська танкова бригада 10-го гвардійського танкового корпусу | 23                        | Т-34-76 Т-34-85       | Герой Радянського Союзу (27 червня 1945 року) |
| 25 |         | Савельєв Костянтин Іванович молодший лейтенант (1918—18 березня 1943)                  | 133-тя танкова бригада, 11-та гвардійська танкова бригада | 23                        | КВ-1 Т-70             | У період з 10 червня по 20 вересня 1942. Також 9 гармат, 2 кулемети, 3 тягача та близько 220 солдатів. Герой Радянського Союзу (8 лютого 1943 року). |
| 26 | танкіст | Замула Михайло Кузьмич гвардії лейтенант (24 жовтня 1914—6 червня 1984)                | 200-та танкова бригада | 22                        | Т-34-85               | За 8 і 9 липня 1943. З них — 7 важких танків «Тигр», а також 5 САУ. Герой Радянського Союзу (10 січня 1944 року) |
| 27 |         | Адильбеков Галий Адильбекович гвардії підполковник (1 січня 1908—21 жовтня 1943)       | 51-а танкова дивізія, 110-а танкова дивізія, 141-а танкова бригада, 121-а танкова бригада, 47-я окрема танкова бригада (2-го формування) [Архівовано 16 жовтня 2019 у Wayback Machine.], 47-й окремий гвардійський танковий полк [Архівовано 2 вересня 2019 у Wayback Machine.] | 21                        | КВ-1 Черчілль Т-34-76 | Учасник боїв з червня 1941 року. Більше 20 танків, 9 автомашин, 10 протитанкових гармат, до батальйону ворожої піхоти в контрнаступ під Вітебськ (8-10 липня 1941), Трубчевськ (серпень-жовтень 1941), в районі Хутір-Михайлівський (Сумська область, Україна) тисячу дев'ятсот сорок одна під Сталінградом ст.Морозовскій 1942 року, Битва за Дніпро 1943 Іменний годинник, Медаль «За оборону Сталінграда» Два ордена Червоного Прапора (13.02.1942, 1943 посмертно) |
| 28 | танкіст | Булицький Микола Терентійович гвардії лейтенант (н. 1918)                              | 61-ша гвардійська танкова бригада 10-го гвардійського танкового корпусу | 21                        | Т-34-76 Т-34-85       | Орден Вітчизняної війни II ступеня (27 січня 1945 року) |
| 29 |         | Гінтовт Вітольд Михайлович гвардії старшина (7 березня 1922—27 вересня 1987)           | 200-та танкова бригада, 45-та гвардійська танкова бригада | 21                        | Т-34-76 Т-34-85       | Включаючи 4 важких танка «Тигр», 4 САУ, а також 27 гармат, 80 автомашин. З них 6 танків в одному бою. Герой Радянського Союзу (24 квітня 1944 року) |
| 30 | танкіст | Мазурін Михайло Олександрович гвардії старшина (8 серпня 1916—24 вересня 1982)         | 72-й окремий гвардійський важкий танковий полк | 21                        | КВ-1 ІС-2             | За період з червня 1941 по травень 1945 року. Герой Радянського Союзу (10 квітня 1945 року) |
| 31 | танкіст | Шопов Степан Опанасович гвардії старшина (н. 1915)                                     | 356-й самохідний артилерійський полк, 61-ша гвардійська танкова бригада 10-го гвардійського танкового корпусу | 21                        | СУ-85 Т-34-76         | Учасник боїв з червня 1941 року. Два ордена Червоної Зірки (??, 4 лютого 1945 року) |
| 32 | танкіст | Шишкін Микола Костянтинович гвардії лейтенант (19 грудня 1921—3 вересня 2010)          | 1145-й важкий самохідний артилерійський полк | більше20                  | СУ-152 ІСУ-152        | Також гармати. Орден Червоного Прапора |
| 33 | танкіст | Гриболєв Петро Пилипович гвардії лейтенант (18 серпня 1920—1 березня 1998)             | 19-та гвардійська механізована бригада | 20                        | Т-34                  | З них — 6 САУ. Також 1 бронепоїзд. Герой Радянського Союзу (10 січня 1944 року) |
| 34 |         | Любушкін Іван Тимофійович гвардії старший сержант (20 липня 1918—30 червня 1942)       | 4-та окрема танкова бригада, 1-ша гвардійська танкова бригада | 20                        | Т-34-76               | Герой Радянського Союзу (10 жовтня 1941) , зарахований посмертно до списків особового складу частин та підрозділів 1-ї гвардійської танкової бригади. |
| 35 | танкіст | Мочений Василь Васильович гвардії лейтенант (н. 1919)                                  | 62-га гвардійська танкова бригада 10-го гвардійського танкового корпусу | 20                        | Т-34-85               | Учасник боїв з червня 1941 року. Орден Вітчизняної війни I ступеня (17 квітня 1945 року) |
| 36 | танкіст | Піменов Михайло Олександрович гвардії старшина (н. 1916)                               | 61-ша гвардійська танкова бригада 10-го гвардійського танкового корпусу | 20                        | Т-34-76               | Орден Червоної Зірки |
| 37 | танкіст | Рафтопулло Анатолій Анатолійович гвардії капітан (5 квітня 1907—21 квітня 1985)        | 15-та танкова дивізія, 4-та окрема танкова бригада, 1-ша гвардійська танкова бригада | 20                        | БТ-7 Т-34             | Герой Радянського Союзу (11 січня 1942 року) |
| 38 | танкіст | Ткаченко Володимир Андрійович гвардії старшина (н. 1925)                               | 61-ша гвардійська танкова бригада 10-го гвардійського танкового корпусу | 20                        | Т-34-76               | Орден Червоного Прапора |

#### 15—19 перемог
| №  | Фото    | Прізвище Ім'я По батькові військове звання роки життя                                 | Підрозділ | Перемоги | Типи танків               | Обставини подвигів і нагорода |
| -- | ------- | ------------------------------------------------------------------------------------- | --- | -------- | ------------------------- | --- |
| 39 |         | Бармін Ілля Єлизарович молодший політрук (10 липня 1916—10 грудня 1943)               | 23-тя танкова бригада 14-та гвардійська танкова бригада                                                                           | 19       | Т-34-76                   | У двох боях 16 і 25 листопада 1941 року. Також 7 ПТГ. Герой Радянського Союзу (12 квітня 1942) |
| 40 |         | Крисов Василь Семенович полковник (н. 31 грудня 1922)                                 | 158-ма танкова бригада, 1454-й самохідний артилерійський полк, 1295-ї самохідний артилерійський полк                              | 19       | КВ-1 СУ-122 СУ-85 Т-34-85 | У тому числі 8 «Тигрів» і 1 «Пантера». Також багато гармат, кілька БТР. Орден Вітчизняної війни II ступеня (12 січня 1944) |
| 41 | танкіст | Лазейкін Микола Сергійович гвардії старший лейтенант (н. 1921)                        | 1-ша гвардійська танкова бригада                                                                                                  | 19       | Т-34                      | з них 9 в одному бою в тому числі: 8 «Тигрів» і 1 САУ. Також 6 автомобілів. Орден Червоного Прапора (22 серпня 1943) |
| 42 | танкіст | Луканин Веніамін Григорович гвардії старший лейтенант (н. 10 листопада 1919)          | 57-й гвардійський окремий танковий полк 3-й гвардійської танкової армії                                                           | 19       | КВ-1с ІС-2                | З них 5 — в Сталінградській битві, 3 — на Харківському напрямку, 8 — на Сандомирському плацдармі і 3 — на території Німеччини. Орден Червоної Зірки, Орден Вітчизняної війни I ступеня, нереалізоване подання до Героя Радянського Союзу.          |
| 43 | танкіст | Головяшкін Георгій Сергійович гвардії старший лейтенант (н. 1915)                     | 362-й окремий танковий батальйон 25-ї танкової бригади 5-ї гвардійської танкової армії                                            | 18       | КВ-1                      | Також 20 гармат, близько 50 автомашин і 1 бронепоїзд. Два ордена Червоного Прапора (2 листопада 1942, 14 грудня 1943) |
| 44 | танкіст | Ґудзь Павло Данилович гвардії лейтенант (28 вересня 1912—5 травня 2008)               | 32-га танкова дивізія, 89-й окремий танковий батальйон, 5-й гвардійський окремий важкий полк прориву                              | 18       | КВ-1                      | З них 10 в одному бою. Один танк знищений тараном. Також 4 протитанкові гармати. Орден Леніна (1941) |
| 45 | танкіст | Максаков Володимир Миколайович гвардії лейтенант (5 січня 1923—8 жовтня 1993)         | 45-та гвардійська танкова бригада, 200-та танкова бригада                                                                         | 18       | Т-34                      | Також кілька десятків гармат. Герой Радянського Союзу (24 березня 1945) |
| 46 |         | Яркін Іван Петрович гвардії старшина (н.1919—6 січня 1944)                            | 200-та танкова бригада, 45-та гвардійська танкова бригада                                                                         | 18       | Т-34-76 Т-34-85           | За 25 днів боїв у грудні 1943—січні 1944 року. З них — 3 важких танки «Тигр». Герой Радянського Союзу (24 квітня 1944, посмертно) |
| 47 | танкіст | Заборьєв Степан Михайлович гвардії молодший лейтенант (30 червня 1921—5 березня 1945) | 53-тя гвардійська танкова бригада                                                                                                 | 17       | Т-34-76 Т-34-85           | З них 4 штурмових гармати. Герой Радянського Союзу (27 червня 1945, посмертно) |
| 48 |         | Кашніков Петро Михайлович гвардії молодший лейтенант (27 грудня 1915—29 квітня 1945)  | 17-та гвардійська механізована бригада                                                                                            | 17       | Т-34-85 «Мати — Родина»   | Також 2 бронетранспортера і 18 автомашин. Орден Вітчизняної війни II ступеня (30 березня 1945) |
| 49 | танкіст | Клімов Михайло Ілліч гвардії капітан (21 листопада 1924—9 жовтня 1984)                | 383-й гвардійський важкий самохідно-артилерійський полк 9-го гвардійського механізованого корпусу 3-й гвардійської танкової армії | 17       | Т-34-76 ІСУ-122           | З них 12 за 3 — 11 березня 1945 у міст Вальденбург та Наумбург. Включаючи 1 штурмову гармату. Герой Радянського Союзу (27 червня 1945) |
| 50 | танкіст | Кобзар Яків Трохимович старший лейтенант (1918—8 липня 1943)                          | 200-та танкова бригада | 17       |                           | За 8 і 9 липня 1943 року. Герой Радянського Союзу (4 жовтня 1990, посмертно). |
| 51 | танкіст | Бражніков Григорій Іванович гвардії старший лейтенант (н. 1916)                       | 49-та танкова бригада, 64-та гвардійська танкова бригада                                                                          | 16       | Т-34-76 Т-34-85           | З них — 5 важких танків «Тигр» і 1 середній танк Т-3. Двічі горів у танку. Баштові стрільці — А. Суворов, Поручіков. Представлений до звання Героя Радянського Союзу, але нагороджений орденом Червоного Прапора.                                  |
| 52 | танкіст | Коновалов Семен Васильович лейтенант (15 лютого 1920—4 квітня 1989)                   | 15-та танкова бригада | 16       | КВ-1                      | Також 1 танк захоплений, знищено 2 БТР і 8 автомашин — в одному бою 13 липня 1942. Герой Радянського Союзу (31 березня 1943) |
| 53 | танкіст | Деген Йон Лазаревич гвардії лейтенант (н. 4 червня 1925)                              | 2-га гвардійська окрема танкова бригада                                                                                           | 16       | Т-34-85                   | З них 4 САУ. Також 1 танк захоплений, багато гармат. Був двічі представлений до звання Героя Радянського Союзу, але нагороджений орденом Червоного Прапора (22 лютого 1945)                                                                        |
| 54 | танкіст | Дружинін Леонід Михайлович полковник (н. 2 лютого 1923)                               | 40-й окремий танковий полк | 16       | M4A2                      | Також 11 гармат та понад 200 солдатів противника. Орден Червоного Прапора (21 липня 1943) |
| 55 | танкіст | Кітія Михайло Сисоєвич (Сесівіч) лейтенант (н. 1918—25 жовтня 1942)                   | 206-й танковий батальйон 90-ї танкової бригади                                                                                    | 16       | Т-34                      | 3 танки в бою 15 травня 1942, 10 танків у бою в районі станції Садова на підступах до Сталінграда у вересні 1942 року і 3 танка в бою 25 жовтня 1942 року у радгоспу «Гірська поляна». Орден Леніна (22 жовтня 1942 року)                          |
| 56 | танкіст | Кожемячко Андрій Юхимович старший лейтенант (н. 1906)                                 | 19-й танковий полк 10-ї танкової дивізії 15-го механізованого корпусу                                                             | 15       | КВ-1                      | З них 8 танків в одному бою за місто Бердичів 11 липня 1941, а також 1 танк захоплений. Екіпаж: Т. І. Точін, І. Н. Жабін, Кисельов, Гришин, Верховський. Представлений до звання Героя Радянського Союзу. Орден Червоного Прапора (11 січня 1942). |
| 57 | танкіст | Найдін Григорій Миколайович сержант (18 листопада 1917—10 грудня 1977)                | 5-та танкова дивізія, 103-й окремий танковий батальйон                                                                            | 15       | БТ-7                      | З них 12 — із засідки і ще 3 в цей же день 25 червня 1941 року. Також 10 гармат. Герой Радянського Союзу (3 червня 1944) |
| 58 | танкіст | Нуртинов сержант                                                                      | | 15       | СУ-122                    | Включаючи БТР. Також 20 гармат та мінометів. Командир розрахунку САУ. Екіпаж: механік-водій рядовий Корнєв, заряджаючий рядовий Асланян. |

#### 10—14 перемог
| №  | Фото    | Прізвище Ім'я По батькові військове звання роки життя                                | Підрозділ | Перемоги     | Типи танків                | Обставини подвигів і нагорода |
| -- | ------- | ------------------------------------------------------------------------------------ | --- | ------------ | -------------------------- | --- |
| 59 |         | Воробйов Петро Петрович старший лейтенант (28.10.1920 — 28.10.1941)                  | 4-та танкова бригада | 14           | Т-34-76                    | Також 3 бронетранспортера. За перші чотири місяці війни. Орден Леніна (11 січня 1942, посмертно). |
| 60 |         | Кретов Микола Федорович лейтенант (28.8.1909 — 7.9.1942)                             | 23-тя танкова бригада | 14           | Т-34-76                    | з 18 по 27 листопада 1941 року. Також 9 мінометів і 3 гармати. Герой Радянського Союзу (12 квітня 1942 року) |
| 61 | танкіст | Мартехов Василь Федорович гвардії старший лейтенант (1.4.1917 — 12.7.1943)           | 27-ма гвардійська танкова бригада | 14           |                            | Також 22 гармати, 19 мінометів, 16 автомашин, 7 кулеметних точок та понад 800 солдатів і офіцерів противника. Герой Радянського Союзу (26 жовтня 1943 року) |
| 62 | танкіст | Потєєв Микола Павлович лейтенант (16.5.1919 — 27.9.1972)                             | 117-та танкова бригада | 14           | Т-34-76 Т-34-85            | З них дві — самохідні гармати. З 1944 по 1945 рік. Герой Радянського Союзу (24 березня 1945 року) |
| 63 | танкіст | Шендр Микола Степанович гвардії молодший лейтенант (14.12.1921 — 29.4.1945)          | 53-тя гвардійська танкова бригада | 14           |                            | з серпня 1941 по 29 квітня 1945 року. Герой Радянського Союзу (27 червня 1945 року, посмертно) |
| 64 |         | Луговий Григорій Михайлович, гвардії лейтенант (1919 — 28.10.1941)                   | 15-та танкова дивізія, 4-та окрема танкова бригада, 1-ша гвардійська танкова бригада                                                                     | 13           | Т-34-76                    | В одному бою 21 жовтня 1941. Також 4 міномета і 2 батареї зенітних гармат. Орден Леніна, зарахований посмертно до списків особового складу частин та підрозділів 1-ї гвардійської танкової бригади.                                                                                 |
| 65 | танкіст | Махонін Микола Васильови гвардії капітан (н. 1915)                                   | 117-й танковий батальйон 58-ї танкової бригади, 53-тя гвардійська танкова бригада                                                                        | 13           | Т-34                       | 3 танки в бою 20 травня 1942 за село Тернова і 10 танків в боях за Сталінград. Також 11 гармат. Механік-водій — сержант М. Єрмоленко. Орден Леніна (26 вересня 1942 року) |
| 66 | танкіст | Хохряков Семен Васильович гвардії майор (31.12.1915 — 17.4.1945)                     | 88-ма танкова бригада, 54-та гвардійська танкова бригада                                                                                                 | 13           |                            | З них 6 САУ. Також 9 гармат та мінометів і 5 автомашин. Двічі Герой Радянського Союзу (24 травня 1944 року і 10 квітня 1945 року) |
| 67 | танкіст | Бессарабов Георгій Іванович гвардії лейтенант (1912 — 29.12.1943)                    | 4-та окрема танкова бригада, 1-ша гвардійська танкова бригада                                                                                            | 12           | Т-34-76 КВ-1               | У тому числі 4 важких танки «Тигр». Також не менш 1 бронемашини і 5 гармат. Представлений до звання Героя Радянського Союзу, але нагороджений орденом Леніна (10 січня 1944) |
| 68 | танкіст | Духов Олексій Михайлович гвардії капітан (27.3.1921 — 29.12.1984)                    | 1-ша гвардійська танкова бригада | 12           | Т-34-76 Т-34-85            | З них 2 важких танка «Тигр», за період з 6 липня 1943 по 20 березня 1945. Герой Радянського Союзу (27 лютого 1945 року) |
| 69 | танкіст | Колесников Володимир Олексійович лейтенант (13.9.1924 — 28.9.2003)                   | 958-й легкий самохідно артилерійський полк | 12           | СУ-76                      | У бою 16 серпня 1944. З 2 штурмових гармат. Герой Радянського Союзу (24 березня 1945) |
| 70 | танкіст | Фень Олександр Федорович генерал-майор нар. 1.12.1923                                | 84-та окрема танкова бригада, 31-ша танкова бригада | 12           | Т-70                       | З них 3 танки, 2 гармати, за 1,5 міс. Орден Олександра Невського |
| 71 | танкіст | Байда Кирило Іванович старший лейтенант (1915 — 31.7.1944)                           | 93-тя танкова бригада | 11           | Т-34-85                    | За 20-21 липня 1944 в боях за Львів. |
| 72 | танкіст | Богацький Єгор Петрович гвардії капітан (23.4.1917 — 1.2.1996)                       | 109-та танкова бригада, 48-ма гвардійська танкова бригада                                                                                                | 11           | Т-34-76 Т-34-85            | за період з листопада 1942 по 9 травня 1945. Герой Радянського Союзу (31 травня 1945) |
| 73 | танкіст | Борисов Іван Федорович гвардії молодший лейтенант (28.8.1924 — 27.5.1994)            | 36-тя гвардійська танкова бригада 4-го гвардійського механізованого корпусу 7-ї гвардійської армії                                                       | 11           | Т-34-85                    | У боях 17 — 19 лютого і 24 лютого 1945. Також 5 БТР. Герой Радянського Союзу (28 квітня 1945 року) |
| 74 | танкіст | Владіміров Михайло Миколайович лейтенант (1 серпня 1917 — 12.9.1997)                 | 958-й легкий самохідно-артилерійський полк | 11           | СУ-76                      | За період травень 1944 — квітень 1945. Герой Радянського Союзу (24 березня 1945 року) |
| 75 |         | Гніломедов Іван Андрійович старший лейтенант (24.9.1919 — 21.10.1987)                | 65-та танкова бригада 11-го танкового корпусу 1-ї гвардійської танкової армії                                                                            | 11           | Т-34-85                    | Також 3 протитанкові гармати, 125 солдатів та офіцерів противника. Герой Радянського Союзу (31 травня 1945 р.). |
| 76 | танкіст | Гончаренко Микола Купріянович лейтенант (13.11.1918 — 6.11.1943)                     | 1894-й самохідно-артилерійський полк | 11           |                            | За період листопад-грудень 1943. Герой Радянського Союзу (17 листопада 1943 р., посмертно) |
| 77 | танкіст | Депутатов Іван Степанович підполковник (26.11.1922 — 24.7.1999)                      | 36-та гвардійська танкова бригада | 11           | Т-34-76                    | У тому числі 2 штурмові гармати. Також 3 БТР. Герой Радянського Союзу (28 квітня 1945 року) |
| 78 | танкіст | Єськов Дмитро Павлович капітан (10.6.1922 — 2000)                                    | 49-та окрема танкова бригада, 438-й окремий танковий батальйон 49-ї армії, 34-та окрема танкова бригада, 13-й окремий гвардійський танковий полк прориву | 11           | Т-34-76, КВ-1              | Також 17 гармат. Два ордена Червоного Прапора. |
| 79 | танкіст | Каліньонок Марат Олександрович лейтенант (н. 21.07.1925)                             | 89-та танкова бригада 1-го танкового корпусу | 11           | Т-34-85                    | Також 7 гармат і 12 кулеметних точок. За період червень 1944 — травень 1945. Орден Вітчизняної війни II ступеня (5 березня 1945 р.) |
| 80 | танкіст | Кульдін Іван Петрович гвардії старший лейтенант (1918 — 24.03.1944)                  | 4-та окрема танкова бригада, 1-ша гвардійська танкова бригада                                                                                            | 11           | БТ-7 Т-34-76 КВ-1          | За період 1941—1944. Посмертно представлявся до звання Героя Радянського Союзу, нагороджений орденом Леніна. |
| 81 | танкіст | Молчанов Петро Семенович, гвардії старший сержант (н. 1917)                          | 4-та окрема танкова бригада, 1-ша гвардійська танкова бригада                                                                                            | 11           | Т-34-76 КВ-1               | За 3 дні боїв у жовтні 1941 року під Мценськом. Також 13 ПТГ, 10 кулеметних гнізд та кілька мінометів. Механік-водій — Панов, командир гармати — Махараблідзе. Представлений до звання Героя Радянського Союзу, але нагороджений орденом Леніна (17 лютого 1942).                   |
| 82 | танкіст | Павлов Сергій Михайлович капітан (29.09.1920 — 19.11.2004)                           | 110-та танкова дивізія, 133-тя окрема важка танкова бригада                                                                                              | 11           | Т-35 Т-34-76 КВ-1          | за період з 9 серпня по 4 вересня 1942 року в боях за Сталінград. Також 4 гармати, 3 тягача і 3 автомашини. Герой Радянського Союзу (8 лютого 1943) |
| 83 |         | Рахметов Жумаш Рахметович, старший лейтенант (1919—23.12.1942)                       | 4-та окрема танкова бригада, 1-ша гвардійська танкова бригада                                                                                            | 11           | КВ-1                       | За 3 дні боїв у жовтні 1941 року під Мценськом. Посмертно представлений до звання Героя Радянського Союзу,, але нагороджений орденом Вітчизняної війни I ступеня (8 лютого 1944) |
| 84 | танкіст | Степанов Костянтин Іванович молодший лейтенант (1.6.1922 — 13.3.1999)                | 233-тя танкова бригада 5-го механізованого корпусу 6-ї танкової армії                                                                                    | більше10     |                            | Також не менш 7 ПТГ і 12 автомашин. Герой Радянського Союзу (24 Березень 1945) |
| 85 | танкіст | Воронін Павло Мартинович гвардії старшина (14.12.1918 — 23.8.2003)                   | 18-й гвардійський танковий полк 1-ї гвардійської механізованої бригади                                                                                   | 10           | Т-34 М4-А2                 | У боях під Будапештом в січні та Віднем в квітні 1945 року. Герой Радянського Союзу (29 червня 1945) |
| 86 | танкіст | Іовлев Володимир Олександрович капітан (13.1.1920 — 18.10.1944)                      | 250-й гвардійський танковий полк 13-ї гвардійської кінної дивізії 6-го гвардійського кавалерійського корпусу                                             | 10           |                            | За період 8—18 жовтня 1944 в районі м. Дебрецен. Також 6 гармат, 6 БТР і 4 зенітних гармати. Герой Радянського Союзу (28 квітня 1945, посмертно) |
| 87 | танкіст | Карпенко Микола Григорович гвардії лейтенант (20.04.1914 — 14.07.1944)               | 106-та танкова бригада 12-го танкового корпусу, 53-тя гвардійська танкова бригада 6-го гвардійського танкового корпусу                                   | 10           | Т-34-76 Т-34-85            | Також 3 БТР, багато гармат. Останній танк підірвав гранатою. Герой Радянського Союзу (24 травня 1944) |
| 88 | танкіст | Клименко Микола Сергійович гвардії майор гвардії лейтенант (17.12.1914 — 20.05.2004) | 138-й окремий танковий батальйон, 2-га гвардійська танкова бригада, 51-ша гвардійська танкова бригада                                                    | щонайменше10 | Т-34-76 Т-34-85            | Герой Радянського Союзу (27 червня 1945) |
| 89 |         | Лобанов Андрій Григорович старший лейтенант (21.8.1914 — 28.06.1942)                 | 170-та танкова бригада | 10           |                            | В одному бою 28 червня 1942. Герой Радянського Союзу (4 лютого 1943 року, посмертно) |
| 90 | танкіст | Нагуманов Дайлягай Сіраєвіч гвардії лейтенант (6.10.1922 — 12.10.1944)               | 166-й окремий інженерний танковий полк 2-ї штурмової інженерно-саперної бригади                                                                          | близько10    |                            | Останній танк знищив тараном, але загинув і сам. Герой Радянського Союзу (24 березня 1945, посмертно) |
| 91 |         | Наумов Кіндрат Іванович гвардії капітан (4.10.1918 — 12.09.1944)                     | 183-тя танкова бригада, 15-та гвардійська танкова бригада                                                                                                | щонайменше10 | «Матильда» Т-34-76 Т-34-85 | З них — 5 САУ. Також захоплено 4 САУ, знищена колона з 20-30 автомашин, багато гармат. Герой Радянського Союзу (22 серпня 1944 року) |
| 92 |         | Савінов Петро Іванович гвардії капітан (30.6.1919 — 4.3.1944)                        | 69-та механізована бригада, 9-й механізований корпус, 53-й танковий полк                                                                                 | 10           | Шерман Т-34-76 СУ-85       | Під час трьох рейдів по тилах супротивника знищив: 6 танків (Т-4, «Пантеру» і 4 «Тигра») і 3 самохідні гармати. Двічі представлявся до звання Герой Радянського Союзу, але нагороджений Орденом Кутузова III ступеня (3 березня 1944) і Орденом Червоного Прапора (19 лютого 1944). |
| 93 | танкіст | Санковський Олексій Федорович гвардії майор (н. 1908)                                | 1541-й важкий самохідний артилерійський полк 1-го гвардійського танкового корпусу 2-ї танкової армії                                                     | 10           | СУ-152                     | В одному бою в липні 1943 року. Два ордена Червоного Прапора (19 серпня 1943, 20 вересня 1943) |
| 94 |         | Селедцов Іван Федосійович старший лейтенант (23.06.1914 — 22.06.1942)                | 156-та танкова бригада | 10           |                            | З них 2 штурмових гармати. Також 6 гармат, 2 дзоти і 20 автомашин. Герой Радянського Союзу (24 лютого 1942 року, посмертно) |
| 95 | танкіст | Соколов Юрій Сергійович гвардії лейтенант (21.06.1923 — 04.01.1989)                  | 45-та гвардійська танкова бригада 11-го гвардійського танкового корпусу 1-ї гвардійської танкової армії                                                  | 10           | Т-34-76                    | З них 1 танк і 9 штурмових гармат. Також 3 БТР, 2 дзоту, щонайменше 2 ПТГ. Герой Радянського Союзу (24 квітня 1944 року) |
| 96 | танкіст | Сотніченко Михайло Іванович старший лейтенант (3.07.1921 — 1990)                     | 584-й танковий батальйон 3-ї танкової бригади 23-го танкового корпусу                                                                                    | 10           |                            | З них 7 штурмових гармат. Герой Радянського Союзу (3 червня 1944 року) |
| 97 | танкіст | Ярошевський Володимир Іванович полковник (н. 11.07.1920)                             | 60-та армія | 10           |                            | З них — 1 штурмову гармату. орден Червоного Прапора (18 лютого 1944 р.) |

#### 5—9 перемог

##### 9 перемог
| №   | Фото    | Прізвище Ім'я По батькові військове звання роки життя                         | Підрозділ                                                                 | Перемоги                 | Типи танків | Обставини подвигів і нагорода |
| --- | ------- | ----------------------------------------------------------------------------- | ------------------------------------------------------------------------- | ------------------------ | ----------- | --- |
| 98  | танкіст | Григор'єв Іван Якович старшина (1916—20 лютого 1945)                          | 8-й гвардійський танковий полк 19-го танкового корпусу                    | 9                        |             | Також одну штурмову гармату. Герой Радянського Союзу (посмертно, 24 березня 1945 року) |
| 99  | танкіст | Кадученко Йосип Андріянович капітан (31 жовтня 1906—13 березня 1988)          | 115-й танковий полк 57-ї танкової дивізії                                 | 9                        |             | В боях у липні 1941 року під Оршею. Герой Радянського Союзу (22 липня 1941 року) |
| 100 | танкіст | Кукарін Олександр Матвійович старший лейтенант (1915—21 січня 1943)           | 4-та танкова бригада, 1-ша танкова бригада, 220-та окрема танкова бригада | 9                        | Т-34-76     | В одному бою. Навідник — старший сержант Іван Любушкін. Орден Червоного Прапора |
| 101 | танкіст | Ляхов Петро Тимофійович гвардії старший лейтенант                             | 57-й гвардійський окремий танковий полк                                   | 9                        | ІС-2        | В одному бою в серпні 1944 року на Сандомирському плацдармі. Орден Червоної Зірки, нереалізоване представлення до звання Героя Радянського Союзу. |
| 102 | танкіст | Самойленко Георгій Федорович гвардії лейтенант (14 грудня 1922—13 січня 1993) | 1821-й легкий самохідно-артилерійський полк                               | щонайменше 9             | СУ-100      | В період з 06.04.1945 по 26.04.1945 в боях за місто Відень знищено 7 танків противника (при цьому батарея під командуванням Самойленко Г. Ф. знищила всього 12 танків і 15 гармат), потім в горах знищені 1 танк, 1 самохідну гармату і 1 бронемашина. Орден Червоного Прапора, нереалізоване представлення до ордену Леніна. |
| 103 | танкіст | Татаринов Леонід Михайлович гвардії лейтенант (15 серпня 1923—23 липня 1943)  | 24-та гвардійська танкова бригада                                         | 9                        | Т-34        | За період 13-23 липня 1943 року. Герой Радянського Союзу (посмертно, 22 лютого 1944 року) |
| 104 | танкіст | Ушаков Олександр Кирилович гвардії старшина (24 лютого 1920—30 жовтня 1992)   | 1-й гвардійський самохідний артилерійський полк                           | 9                        | СУ-85       | У боях 9-21 березня 1944 під містом Скалат. Герой Радянського Союзу (24 травня 1944 року) |
| 105 | танкіст | Червов Павло Іванович гвардії політрук (н. 1918)                              | 6-та гвардійська танкова бригада                                          | 9 (за іншими даними — 6) | КВ-1        | За період 12-14 серпня 1942 року. Орден Червоного Прапора (20 вересня 1942 року) |
| 106 | танкіст | Черних Валентин Пилипович гвардії лейтенант (н. 1917)                         | 24-та гвардійська танкова бригада                                         | 9                        | Т-34-76     | у боях в липні 1943 року. Орден Червоної Зірки (18 липня 1943 року) |

##### 8 перемог
| №   | Фото    | Прізвище Ім'я По батькові військове звання роки життя | Підрозділ                                                                                                 | Перемоги                  | Типи танків      | Обставини подвигів і нагорода |
| --- | ------- | ----------------------------------------------------- | --- | ------------------------- | ---------------- | --- |
| 107 |         | Босов Олексій Петрович капітан                        | автоброньовий батальйон 8-ї мотоброньової бригади 1-ї армійської групи                                    | 8 (за іншими даними — 11) | КВ-1             | В одному бою 18 листопада 1941 року. Також 1 літак (тараном на аеродромі) (18 листопада 1941 року) і не менше 10 гармат (23 серпня 1939 року). Всього зробив 4 тарана. Герой Радянського Союзу (17 листопада 1939 року)                                                                             |
| 108 | танкіст | Василенко Іван Семенович гвардії лейтенант            | 57-й окремий гвардійський важкий танковий полк                                                            | 8                         | ІС-2             | З них 2 важких танка «Тигр», 5 «Пантер» і один Т-3. В одному бою 21 серпня 1944 року на Сандомирському плацдармі. Орден Вітчизняної війни I ступеня (2 вересня 1944 року) |
| 109 | танкіст | Данков Федір Трохимович капітан                       | 107-ма танкова бригада                                                                                    | 8                         | БТ-5, Т-34-76    | З них чотири важких танка «Тигр». У боях під Уманню на початку березня 1944 року. Герой Радянського Союзу (13 вересня 1944 року, посмертно) |
| 110 | танкіст | Жабін І. Н. лейтенант                                 | 10-та танкова дивізія                                                                                     | 8                         | КВ-1             | В одному бою 1941 року. Також 1 танк захоплений та знищено багато автомашин. Командир танка — А. Е. Кожемячко, навідник — Т. І. Точін. |
| 111 | танкіст | Лабуз Павло Іванович гвардії старший лейтенант        | 2-й батальйон 61-ї гвардійської танкової бригади 10-го гвардійського танкового корпусу 4-ї танкової армії | 8                         | Т-34-85          | З них 2 САУ. Також 3 БТР. В одному бою 31 січня 1945 року. Герой Радянського Союзу (10 квітня 1945 року) |
| 112 |         | Лубянецький Іван Федосійович старший лейтенант        | 115-та танкова бригада                                                                                    | 8                         |                  | в період з 16 по 23 грудня 1942 року в Воронезької області. Герой Радянського Союзу (31 березня 1943 року, посмертно) |
| 113 |         | Луппов Євген Олексійович гвардії капітан              | 20-та важка танкова бригада 7-ї армії, 4-та окрема танкова бригада, 1-ша гвардійська танкова бригада      | 8                         | Т-28, Т-34-76    | Також 5 мінометів і 2 ПТГ. Герой Радянського Союзу (15 січня 1940 року) |
| 114 |         | Прованов Григорій Васильович підполковник             | 69-та танкова бригада 4-го танкового корпусу                                                              | 8                         |                  | За період з 19 листопада по 4 грудня 1942 року. Також 12 ПТГ, 6 мінометів, 25 кулеметних точок і 350 автомашин. Герой Радянського Союзу (4 лютого 1943 року, посмертно) |
| 115 | танкіст | Сергєєв Федір лейтенант                               | 1-ша танкова дивізія                                                                                      | 8                         | КВ-1             | В одному бою 19 серпня 1941. Командир роти — старший лейтенант З. Г. Колобанов. |
| 116 | танкіст | Токарєв Василь Іванович гвардії старший лейтенант     | 52-га гвардійська танкова бригада 6-го гвардійського танкового корпусу                                    | 8                         | Т-34-85          | В одному бою 13 серпня 1944. Включає важкі танки «Тигр», «Пантера» і «Королівський тигр». Навідник — старший сержант Г. П. Комаричев, заряджаючий — Т. Джапарідзе. У парі з С. М. Крайнова всього знищили 14 танків. Орден Червоної Зірки, Орден Вітчизняної війни II ступеня (16 грудня 1943 року) |
| 117 | танкіст | Фадін Олександр Михайлович гвардії полковник          | 22-га гвардійська танкова бригада                                                                         | 8                         | Т-34-76, Т-34-85 | за період з 5 листопада 1943 по 9 травня 1945 року. З них один важкий танк «Тигр» і одна САУ «Фердинанд». Також один літак. Герой Російської Федерації (6 вересня 1996 року) |
| 118 | танкіст | Фокін Григорій Миколайович гвардії підполковник       | 6-та танкова бригада, 2-га гвардійська механізована бригада                                               | 8                         | КВ-1             | За 14-18 травня 1942. Герой Радянського Союзу (5 листопада 1942) |
| 119 |         | Шпіллер Йосип Борисович капітан                       | 1-ша танкова дивізія, 220-та танкова бригада                                                              | 8                         | КВ-1             | У двох боях 20 серпня і 14 вересня 1941. Орден Червоного Прапора (20 грудня 1941 року) |

##### 7 перемог
| Прізвище, Ім'я, По батькові, військове звання                   | Формування                                                                                             | Перемоги особисті (танки і САУ) | Типи танків                             | Примітки |
| --------------------------------------------------------------- | --- | ------------------------------- | --------------------------------------- | --- |
| Аксьонов Олександр Степанович, майор                            | 183-тя танкова бригада 10-го танкового корпусу                                                         | 7                               | КВ, Т-34-76                             | Учасник битви під Прохорівкою. Орден Вітчизняної війни I ступеня |
| Антонов, старший сержант                                        | 4-та окрема танкова бригада                                                                            | 7                               | Т-34                                    | Також 2 ПТГ. В одному бою 6 жовтня 1941. Всього в цьому бою взвод під командуванням лейтенанта Д. Ф. Лавриненко знищив 15 танків противника. |
| Антонов Михайло Мойсейович, старший лейтенант                   | 231-ї окремий танковий полк 63-ї армії                                                                 | 7                               | Т-34-76                                 | З них 2 САУ, також 5 гармат — за період з 14 липня по 4 серпня 1943 року. Герой Радянського Союзу (27 серпня 1943, посмертно) |
| Аристов Олександр Михайлович гвардії старшина (1918-31.12.1943) | 4-та окрема танкова бригада, 1-ша гвардійська танкова бригада                                          | 7                               | КВ-1, Т-34-76                           | Також 17 ПТГ. Механік-водій, помічник командира роти з техчастини. Орден Вітчизняної війни II ступеня (27 червня 1943 року) |
| Бабков, А. П., молодший лейтенант                               | | 7                               | Т-34                                    | В одному бою (з танкової засідки). З них 1 САУ. Також багато знищеної гусеницями техніки та живої сили противника та кілька захоплених ешелонів з майном. Навідник — Жук А. Д. |
| Богатирьов Василь Васильович, гвардії лейтенант                 | 38-й окремий танковий полк, 364-й гвардійський важкий самохідний артилерійський полк                   | 7                               | Т-34-76, ІСУ-122                        | За період з березня 1944 по 3 квітня 1945 року. З них 3 САУ. Герой Радянського Союзу (15 травня 1946, посмертно) |
| Вєдєнєєв М. І., старший лейтенант                               | 5-та танкова дивізія                                                                                   | 7                               | КВ-1                                    | Також 4 гармати. За червень-липень 1941. |
| Гаганов Олексій Георгійович, капітан                            | 23-тя танкова бригада                                                                                  | 7                               |                                         | З них 5 САУ. Герой Радянського Союзу (31 травня 1945 року) |
| Гальперн Володимир Іванович, старший лейтенант                  | 30-й гвардійський важкий танковий полк                                                                 | 7                               |                                         | Включаючи один важкий танк «Тигр» і одну штурмову гармату «Фердинанд». Також 2 літаки та залізничний склад. Герой Радянського Союзу (24 березня 1945, посмертно) |
| Гладков Борис Васильович, молодший лейтенант                    | 21-ша гвардійська танкова бригада                                                                      | 7                               |                                         | Наприкінці серпня 1944 року. З них — 6 САУ. Герой Радянського Союзу (24 березня 1945 року) |
| Голуб Іван Платонович, молодший лейтенант                       | 13-та гвардійська танкова бригада                                                                      | 7                               | Т-34-85                                 | Включаючи важкі танки «Тигр» і «Пантера». Також кілька гармат та автомашин. Герой Радянського Союзу (24 травня 1944, посмертно) |
| Горобець Степан Христофорович, молодший лейтенант               | 21-ша танкова бригада 30-ї армії                                                                       | 7                               | Т-34-57 № 3 (з танковою гарматою ЗІС-4) | з них в бою 17 жовтня 1941 року 1 Т-3 знищений тараном, також кілька знищених мотоциклів, ПТГ, близько 20 автомашин. Механік-водій — Ф. І. Литовченко, башнер — Г. І. Коломієць, стрілець-радист — І. Пастушин. Герой Радянського Союзу (5 травня 1942 року, посмертно)                                                                 |
| Данілов Олексій Степанович, гвардії капітан                     | 3-й гвардійський механізований корпус 47-ї армії                                                       | 7                               | Т-34-76                                 | В одному бою 24 вересня 1943 року. Герой Радянського Союзу (25 жовтня 1943 року) |
| Жужукін Іван Федорович, гвардії молодший лейтенант              | 28-й гвардійський окремий важкий танковий полк                                                         | 7                               | ІС-1                                    | У боях 13-15 січня 1943 року. З них — 6 важких танків типу «Тигр». Герой Радянського Союзу (25 жовтня 1943 року) |
| Жуков Микола Григорович, гвардії полковник                      | 61-ша гвардійська танкова бригада                                                                      | 7                               | Т-34                                    | У бою 13 січня 1945 в населеного пункту Лісув (Польща). Орден Вітчизняної війни I ступеня (14 квітня 1945) Нагородний лист в електронному банку документів «Подвиг Народу» (архівні матеріали Шаблон:ЦАМО) |
| Курлянд Авраам Петрович, гвардії молодший лейтенант             | 8-ма танкова бригада, 3-тя гвардійська танкова бригада                                                 | 7                               | Т-34-76                                 | В одному бою в лютому 1942 року (з танкової засідки). Орден Червоного Прапора (27 квітня 1942 року) |
| Лященко Костянтин І., молодший лейтенант                        | 18-та танкова бригада                                                                                  | 7                               | Т-34                                    | |
| Махров Олексій Григорович, підполковник                         | 181-ша танкова бригада                                                                                 | 7                               |                                         | протягом жовтня 1943 року. З них — 4 САУ. Герой Радянського Союзу (10 березня 1944 року) |
| Мілюков Олександр Іванович, гвардії молодший лейтенант          | 53-тя гвардійська танкова бригада 6-го гвардійського танкового корпусу 3-й гвардійської танкової армії | 7                               | КВ-1, Т-34-76, Т-34-85                  | З них 6 важких танків «Тигр» і 1 «Пантера». Також кілька гармат. Герой Радянського Союзу (27 червня 1945) |
| Павкін Олександр Якович, лейтенант                              | 75-й окремий танковий батальйон                                                                        | 7                               | M3 Stuart                               | В одному бою 11 вересня 1942 на північно-східній околиці Малгобека. Всього в цьому бою два танки розвідвзводу А. Я. Павкін знищили 11 з 16 танків противника, що рухалися в колоні. Друга німецька колона з 40 танків була зупинена спільно з 52-ю танковою бригадою та втратила ще понад 20 танків. Орден Леніна (14 жовтня 1942 року) |
| Паршин Віктор Степанович, лейтенант                             | 42-га танкова дивізія, 32-га танкова бригада                                                           | 7                               | Т-26, КВ-1, Т-34-76                     | З них три важких танка «Тигр». В одному бою 12 серпня 1943 року за залізницю Харків-Суми південніше міста Золочів. Герой Радянського Союзу (15 січня 1944 року, посмертно) |
| Ревков Іван Іванович, гвардії лейтенант                         | 22-й гвардійський окремий танковий полк 51-ї армії                                                     | 7                               | Т-34-76                                 | За 9-12 травня 1944 року. Герой Радянського Союзу (24 березня 1945 року) |
| Шкірянський Рівен Волкович, лейтенант нар. 1915 р.              | 178-ма танкова бригада 10-го танкового корпусу                                                         | 7                               | КВ-1                                    | За період 12-16 серпня 1942, в тому числі із засідки біля села Білий Верх. Заряджаючий — рядовий Я. М. Перламут. Орден Вітчизняної війни I ступеня (22 січня 1943 року) |
| Щербаков Василь Самуїлович, старший лейтенант                   | 110-та танкова бригада                                                                                 | 7                               |                                         | З них 4 «Пантери» в одному бою за 10 хвилин Герой Радянського Союзу (24 березня 1945 року) |

##### 6 перемог
| Прізвище, Ім'я, По батькові, військове звання               | Формування | Перемоги особисті (танки і САУ) | Типи танків   | Примітки |
| ----------------------------------------------------------- | --- | ------------------------------- | ------------- | --- |
| Єрохін Олексій Федорович, лейтенант                         | 129-та окрема танкова бригада | не менше 6                      | Т-34-76       | З них 6 САУ «Фердинанд» за два дні боїв 7-8 липня 1943 року. |
| Адушкін Іван Прокопович, гвардії капітан                    | 64-та гвардійська танкова бригада 1-ї танкової армії | 6                               | БТ-7, Т-34-85 | З них 1 "Тигр"і 1 САУ. Також 17 машин і 1 літак (з гармати) Герой Радянського Союзу (26 квітня 1944) |
| Андронов Валентин Васильович, сержант                       | 143-й танковий полк 143-ї танкової бригади 30-ї армії | 6                               |               | в одному бою в листопаді 1941 року. Також 2 ПТГ. Орден Червоної Зірки (13 січня 1942 року) |
| Блінов Микита Павлович, гвардії старший лейтенант           | 6-та гвардійська танкова бригада 38-ї армії | 6                               |               | Також 8 гармат та кілька мінометних батарей. Герой Радянського Союзу (5 листопада 1942, посмертно) |
| Богатирьов Харун Умарович, гвардії полковник                | 97-ма танкова бригада 12-го танкового корпусу, 52-га гвардійська танкова бригада 6-го гвардійського танкового корпусу, 51-ша гвардійська танкова бригада 6-го гвардійського танкового корпусу | 6                               | Т-34-85       | Включаючи важкі танки «Тигр» і «Пантера». Був поранений 16 разів, 7 разів горів у танках. |
| Дашинський                                                  | | 6                               | КВ-1          | В одному бою 3 жовтня 1942. Також 18 гармат і 6 мінометів. |
| Євдокименко Максим Іванович, лейтенант                      | 1-ша танкова дивізія | 6 (в інших джерелах — 5)        | КВ-1          | В одному бою 20 серпня 1941 року. Командир роти — старший лейтенант З. Г. Колобанов. Орден Червоної Зірки (24 березня 1942 року) |
| Єрмолаєв Василь Антонович, гвардії молодший лейтенант       | 12-та гвардійська танкова бригада 4-го гвардійського танкового корпусу 60-ї армії | 6                               | Т-34-76       | В одному бою 7 грудня 1943. Останній танк знищив тараном, а й сам загинув. Механік-водій — сержант А. Тимофєєв, заряджальник — рядовий Сорокін. Герой Радянського Союзу (25 серпня 1944 року, посмертно) |
| Зусмановський Зиновій Абрамович, гвардії молодший лейтенант | 372-й гвардійський самохідно артилерійський полк | 6                               | СУ-76М        | З них 2 танка «Тигр» і 4 «Пантери». За три дні боїв у квітні 1945 року. Нереалізоване представлення до звання Героя Радянського Союзу. |
| Капотов Микола Петрович, гвардії сержант                    | 15-та танкова дивізія, 4-та окрема танкова бригада, 1-ша гвардійська танкова бригада | 6                               | Т-28, Т-34-76 | |
| Кисельов Іван Олександрович, старший лейтенант              | 65-та танкова бригада 11-го танкового корпусу | 6                               | Т-34-85       | В одному бою 17 січня 1945 року. Також 8 бронетранспортерів та багато гармат. Герой Радянського Союзу (27 лютого 1945 року) |
| Кондауров Іван Олександрович, гвардії старший сержант       | 62-га гвардійська танкова бригада 10-го гвардійського танкового корпусу | 6                               | Т-34-85       | За кілька днів у січні 1945. Включає 1 САУ. Також міномет та батарею. Герой Радянського Союзу (10 квітня 1945 року) |
| Крайнов Степан Матвійович, гвардії молодший лейтенант       | 52-га гвардійська танкова бригада 6-го гвардійського танкового корпусу | 6                               | Т-34-85       | В одному бою 13 серпня 1944 року. Включає важкі танки «Тигр», «Пантера» і «Королівський тигр». У парі з В. І. Токаревим всього знищили 14 танків. Герой Радянського Союзу (23 вересня 1944 року) |
| Міненко Іон Миколайович, старший лейтенант                  | 20-й запасний полк 30-ї армії | 6                               | Т-34-76       | В одному бою 21 листопада 1941 року. Орден Леніна (22 листопада 1941 року) |
| Нортенко Василь Іванович, лейтенант                         | 65-й окремий танковий полк 8-ї гвардійської армії | 6                               | Т-34          | в одному бою в січні 1945 року. Герой Радянського Союзу (24 березня 1945 року) |
| Полянський Ілля Миколайович, молодший лейтенант             | 4-та окрема танкова бригада, 1-ша гвардійська танкова бригада | 6                               | Т-34-76, КВ-1 | З них 3 танки, а також 4 мотоцикла в одному бою 6 жовтня 1941 року. Всього в цьому бою взвод під командуванням лейтенанта Д. Ф. Лавриненко знищив 15 танків противника. |
| Пузиркін Яків Опанасович, гвардії лейтенант                 | 53-тя гвардійська танкова бригада 6-го гвардійського танкового корпусу | 6                               | Т-34-85       | З них 2 штурмових гармати. Також 6 гармат. Герой Радянського Союзу (10 квітня 1945 року) |
| Сименчук Микола                                             | 4-та окрема танкова бригада | 6                               |               | В одному бою. |
| Федотов Михайло Олексійович, старшина                       | 86-й окремий гвардійський важкий танковий полк | 6                               | Т-34-76, ІС-2 | За перші 2,5 місяця 1945 року. Герой Радянського Союзу (29 червня 1945 року) |
| Хусяйнов Зякярій Сяфітовіч, старшина                        | 30-та кавалерійська дивізія 4-го гвардійського кавалерійського корпусу | 6                               |               | В одному бою. Герой Радянського Союзу (24 березня 1945 року) |
| Чучук Дмитро Якович, лейтенант                              | 197-ма танкова бригада 30-го танкового корпусу | 6                               | Т-34-76       | З них 6 САУ «Фердинанд» в липні-вересні 1943 року. Орден Червоної Зірки (17 вересня 1943 року) |
| Шнейдерман Михайло Юхимович, лейтенант                      | 7-ма гвардійська кавалерійська дивізія | 6                               | Т-34-85       | В період з 30 січня по 4 лютого 1945 року. Герой Радянського Союзу (27 червня 1945 року) |
| Оськін Олександр Петрович, гвардії молодший лейтенант       | 53-тя гвардійська танкова бригада 6-го гвардійського танкового корпусу | понад 5                         | Т-34-85       | З них 4 (3 знищені і 1 підбитий) важких танків «Королівський тигр» — в одному бою 13 серпня 1944 року. Командир гармати — Абубакир Мерхайдаров., механік-водій — старший сержант Олександр Стеценко, стрілець радист — Олександр Грудінін та заряджальник — молодший сержант Олексій Халичев. Герой Радянського Союзу (24 березня 1945 року) |

##### 5 перемог
| Прізвище, Ім'я, По батькові, військове звання                              | Формування | Перемоги особисті (танки і САУ) | Типи танків | Примітки |
| -------------------------------------------------------------------------- | --- | ------------------------------- | ----------- | --- |
| Алеєвський Олексій Ілліч, лейтенант                                        | 28-й окремий танковий полк 16-ї гвардійської механізованої бригади 6-го гвардійського механізованого корпусу 4-ї танкової армії | 5                               | Т-34        | Також 3 БТР, 4 зенітних гармати та мінометну батарею. Герой Радянського Союзу (10 квітня 1945, посмертно)                                                          |
| Андреєв Анатолій Михайлович, гвардії лейтенант                             | 13-й гвардійський окремий важкий танковий полк 4-ї гвардійської танкової армії                                                  | 5                               | КВ-1с       | З них 4 — в одному бою в січні 1945. Також 1 БТР, 5 гармат, 5 автомашин. Герой Радянського Союзу (10 квітня 1945)                                                  |
| Астахов Василь Миколайович, гвардії молодший лейтенант                     | 8-ма танкова бригада, 3-тя гвардійська танкова бригада                                                                          | 5                               | Т-34-76     | З них 1 САУ в бою 24 вересня 1941, 3 танки в бою 15 жовтня 1941 (з танкової засідки) і 1 танк в бою 5 листопада 1941. \ Орден Червоного Прапора (7 листопада 1941) |
| Борискін Петро Микитович, капітан                                          | 87-й окремий танковий полк 7-ї гвардійської кавалерійської дивізії                                                              | 5                               |             | З них 1 САУ, в січні 1945 року. Герой Радянського Союзу (27 червня 1945)                                                                                           |
| Брацюк Микола Захарович, майор                                             | 106-та танкова бригада | 5                               | Т-34-76     | За період з 19 по 23 липня 1943 року. З них 3 штурмових гармати. Герой Радянського Союзу (15 січня 1944, посмертно)                                                |
| Джапарідзе Тенгіз Іванович, лейтенант                                      | 52-га гвардійська танкова бригада                                                                                               | 5                               | Т-34-85     | За період 12-13 серпня 1944. З них 2 танка «Королівський Тигр». Герой Радянського Союзу (23 вересня 1944)                                                          |
| Кричевцов Костянтин Георгійович, старшина                                  | 31-ша дивізія легких танків 13-го механізованого корпусу 10-ї армії                                                             | 5                               |             | З них 4 танка — в одному бою 22 червня 1941, а п'ятий танк — 26 червня 1941 знищений танковим тараном. Також 2 БТР.                                                |
| Лобанов Андрій Григорович, старший лейтенант                               | 37-й танковий батальйон 170-ї танкової бригади 40-ї армії                                                                       | 5                               | Т-34-76     | В одному бою 28 червня 1942. Також 2 гармати та декілька автомашин. Герой Радянського Союзу (4 лютого 1943, посмертно)                                             |
| Мартинов Олександр Максимович, лейтенант                                   | 16-й танковий полк 16-ї танкової бригади 54-ї армії                                                                             | 5                               | КВ-1        | В одному бою 8 листопада 1941. Також захопив 3 танки. Герой Радянського Союзу (10 лютого 1943, посмертно)                                                          |
| Печніков Сергій Кузьмич, капітан                                           | 1-ша танкова дивізія, 61-ша танкова бригада                                                                                     | 5                               |             | У боях 1-6 липня 1941 року. Екіпаж: механік-водій Саприка, баштовий стрілець Бабаєв. Орден Червоного Прапора (24 березня 1942)                                     |
| Присягін Микола Олексійович, лейтенант                                     | 70-та механізована бригада 9-го механізованого корпусу 3-й гвардійської танкової армії                                          | 5                               |             | Також 6 польових гармат. Герой Радянського Союзу (27 червня 1945)                                                                                                  |
| Решетніков Микола Михайлович, капітан                                      | 25-та танкова бригада | 5                               |             | Включаючи 1 САУ. Також 12 автомашин. Герой Радянського Союзу (24 березня 1945)                                                                                     |
| Росляков Олексій Олександрович, лейтенант                                  | 63-й танковий батальйон 108-ї танкової бригади 9-го танкового корпусу                                                           | 5                               |             | З 28 жовтня по 1 листопада 1943. Герой Радянського Союзу (15 січня 1944)                                                                                           |
| Снєтков Борис Васильович, гвардії старший лейтенант (згодом генерал армії) | 9-й гвардійський самохідний артилерійський полк, 395-й гвардійський важкий самохідний артилерійський полк                       | 5                               | СУ-152      | З них два важких танка "Тигр" і одна САУ. орден Вітчизняної війни I ступеня (2 лютого 1944)                                                                        |
| Стропін, лейтенант                                                         | | 5                               |             | В одному бою (з танкової засідки) на початку грудня 1941 року. |
| Фролов Михайло Павлович, лейтенант                                         | 178-ма танкова бригада 10-го танкового корпусу                                                                                  | 5                               | КВ-1        | З них 3 важких танка «Тигр» і 2 середніх T-3 в двогодинному бою 1943 року. Герой Радянського Союзу (10 січня 1944)                                                 |
| Хіценко Іван Іванович, гвардії лейтенант                                   | 93-й гвардійський важкий танковий полк 30-ї окремої гвардійської важкої танкової бригади 2-ї ударної армії                      | 5                               | ІС-2        | В одному бою 15 січня 1945. У цьому бою загинув. Герой Радянського Союзу (29 червня 1945, посмертно)                                                               |
| Ямалетдінов Шагій Ямалетдінович, гвардії старшина                          | 41-ша гвардійська танкова бригада 7-го механізованого корпусу                                                                   | 5                               | Т-34        | Також 8 гармат і 3 БТР. Герой Радянського Союзу (15 травня 1946)                                                                                                   |

### США
Сайт «Танковий фронт» повідомляє, що за американськими даними в роки Другої світової війни не менше 35 американських танкістів одержали від однієї і більше перемог в боях з німецькими танкістами. На 40 знищених танків і штурмових гармат претендує підполковник Крейтон Абрамс, майбутній генерал, на честь якого названий танк M1 «Абрамс».
| № | Фото | Прізвище Ім'я По батькові військове звання роки життя                                  | Підрозділ            | Перемоги    | Типи танків  | Обставини подвигів і нагорода |
| - | ---- | -------------------------------------------------------------------------------------- | -------------------- | ----------- | ------------ | --- |
| 1 |      | Лафайєт Пул англ. Lafayette Pool, стафф-сержант (23 липня 1919 — 30 травня 1991)       | 3-тя танкова дивізія | не менше 12 | M4 «Sherman» | Загальна кількість знищеної бронетехніки та автомобілів — 258. Хрест «За видатні заслуги»                                             |
| 2 |      | Крейтон Абрамс англ. Creighton Abrams, підполковник (15 вересня 1914 — 4 вересня 1974) | 4-та танкова дивізія | 6           | M4 «Sherman» | За іншими даними — на його рахунку не менше 40 перемог. Два Хрести «За видатні заслуги». На його честь був названий танк M1 «Абрамс». |